# شورية مغراء
شورية مغراء (الاسم العلمي:Shorea ochracea) هي نوع غير مؤكد من النباتات تتبع جنس الشورية من فصيلة مجنحية الثمر.